# Ferrières-en-Gâtinais
Ferrières-en-Gâtinais är en kommun i departementet Loiret i regionen Centre-Val de Loire strax norr Frankrikes mitt. Kommunen ligger i kantonen Ferrières-en-Gâtinais som tillhör arrondissementet Montargis. År 2022 hade Ferrières-en-Gâtinais 3 794 invånare.

## Befolkningsutveckling
Antalet invånare i kommunen Ferrières-en-Gâtinais
| Referens: INSEE |